# Heath Streak
Heath Hilton Streak (nacido el 16 de marzo de 1974-3 de septiembre de 2023) fue un jugador de cricket de Zimbabue y capitán del equipo nacional de cricket. Es el ganador de wicket líder de todos los tiempos para Zimbabue en Test Cricket con 216 wicket y en cricket One Day International con 239 wicket. Formó parte de la era dorada del cricket de Zimbabue entre 1997 y 2002.

## Carrera internacional
Streak fue nombrado capitán del equipo de Zimbabue en el 2000 para los formatos Test Cricket y One Day International. Fue el capitán de Test Cricket más exitoso de Zimbabue con cuatro victorias y también fue el segundo capitán más exitoso de One Day International para Zimbabue con 18 victorias. Streak se retiró del cricket internacional en octubre de 2005.

## Controversias
En abril de 2021, Streak fue expulsado de todas las actividades de críquet durante 8 años por infringir las políticas anticorrupción del Consejo Internacional de Críquet. Streak recibió dos bitcoins (con un valor aproximado de US$ 35 000) y un iPhone como pago del corruptor en 2017. Fue acusado de revelar información privilegiada (información no pública) sobre la franquicia de las ligas Twenty20, incluidas la Premier League india, la Superliga de Pakistán y la Premier League de Afganistán. El propio Streak aceptó la prohibición del Consejo Internacional de Críquet, pero negó las acusaciones de amaño de partidos en su contra.